# Tenture de saint Étienne

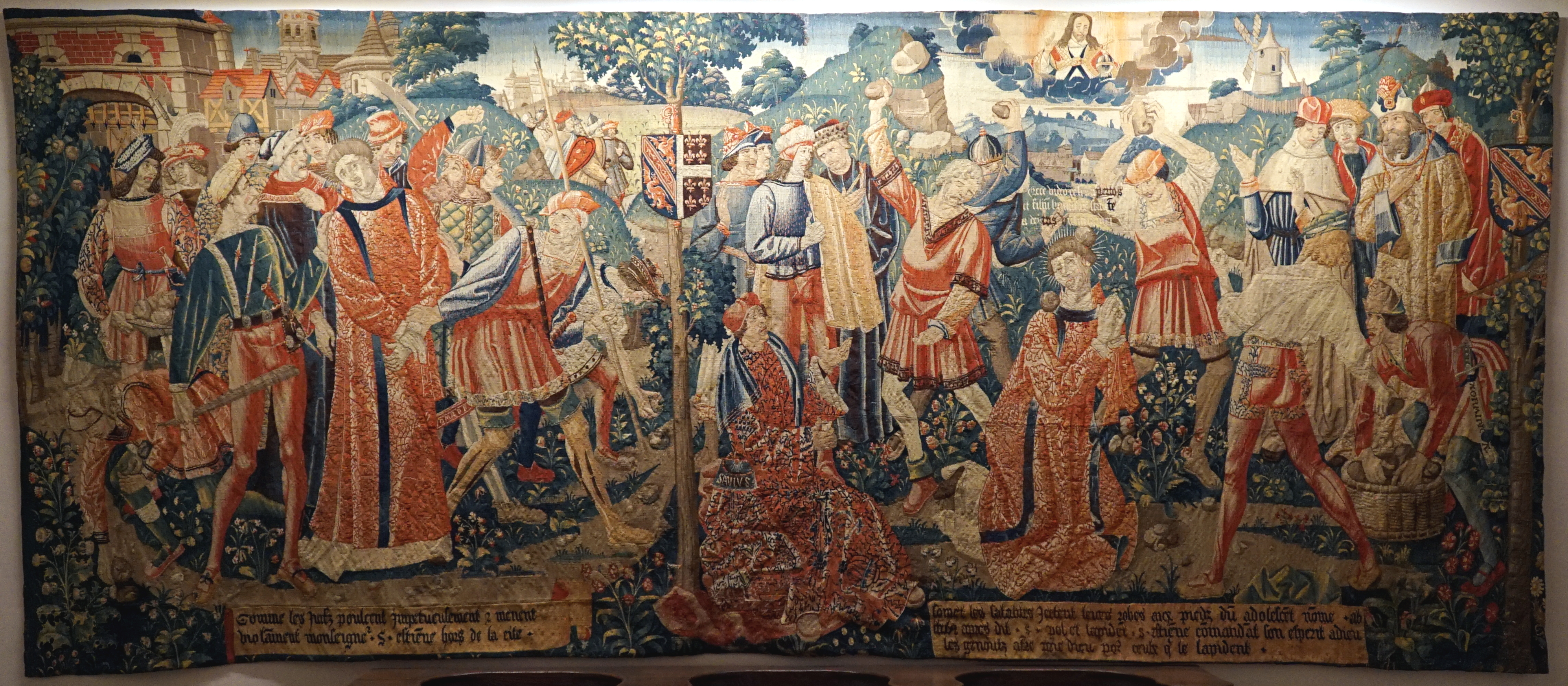
Une des douze pièces de la tenture de saint Etienne.

La tenture de saint Étienne ou tenture de l'Histoire de saint Etienne est un ensemble de douze tapisseries historiées représentant l’histoire de saint Etienne  Elle est exposée au Musée de Cluny.

## Histoire
Cette tenture a été commandée par l’évêque Jean III Baillet, évêque d'Auxerre entre 1477 et 1513, dont Étienne est le saint patron, pour orner le chœur de sa cathédrale. Elle y demeure jusqu’en 1777, date à laquelle le chapitre de la cathédrale décide de vendre la tenture à l’Hôtel-Dieu d’Auxerre. En 1838, l’Hôtel-Dieu vend deux pièces de la tenture qui sont achetés par le Louvre. En 1880, les 10 autres tapisseries sont mises en vente mais l’État s’oppose à ce que la tenture entre dans le domaine privé, c’est donc le Musée de Cluny qui l’achète. Enfin en 1897, le Musée du Louvre met en dépôt ses deux pièces au Musée de Cluny pour recréer le cycle complet.
La tenture est attribuée à un atelier de Bruxelles et tissée vers 1500, peut être celui de Colijn de Coter ou de Guillaume de Rasse. Les modèles, les cartons de la tenture sont attribués à un peintre nordique, sans doute originaire de Bruxelles mais qui s’est installé à Paris, Gauthier de Campes.

## Description
Longue de 45 mètres, la tenture comprend douze pièces et représente en vingt-trois scènes la vie du saint : son martyre par lapidation, la découverte miraculeuse de son corps en 417 par le prêtre Lucien, les miracles post mortem qui lui sont attribués et la translation de son corps de Jérusalem à Constantinople puis à Rome.
Les scènes sont alternativement représentées dans un espace architecturé et dans un milieu naturel, et sont séparées par des éléments verticaux, arbres ou éléments construits supportant les armoiries du commanditaire. Des bandeaux de textes rédigés en ancien français et situés majoritairement en partie basse viennent compléter ces représentations, tandis que quelques phylactères en latin rapportent les paroles des personnages directement issues des textes sacrés.